# Айдар (Костанайская область)
Айдар (каз. Айдар) — упразднённое село в Костанайской области Казахстана. Находилось в подчинении городской администрации Аркалыка. Входило в состав Родинского сельского округа. Код КАТО — 391661200. Ликвидировано в 2014 году.

## Население
В 1999 году население села составляло 535 человек (267 мужчин и 268 женщин). По данным переписи 2009 года в селе проживало 67 человек (38 мужчин и 29 женщин).